# 李遠 (明)
李 遠（り えん、1364年 - 1409年）は、明代の軍人。本貫は濠州懐遠県。

## 生涯
父の職を嗣いで蔚州衛指揮僉事となった。1399年（建文元年）に靖難の変が起こり、翌年1月に燕王朱棣の軍が蔚州を攻撃すると、李遠は城ごと降伏した。ときに建文帝側の軍が徳州に駐屯しており、徐州沛県との間で兵糧を輸送していた。1401年（建文3年）、李遠は偽って建文帝側の軍の鎧を着用し、味方の目印として柳の枝を1本背中に差した軽兵6000を率いて南下した。済寧・沙河を巡って沛県にいたったが、敵に気づかれなかった。兵糧を積んだ舟を焼いて、引き返した。建文帝側の将軍の袁宇が3万騎を率いて追撃してきたが、李遠は伏兵でこれを撃退した。1402年（建文4年）1月、燕王朱棣の軍が蠡県に進駐した。李遠は斥候を分遣しながら槁城にいたった。徳州の将軍の葛進が1万あまりの兵を率いて凍結した滹沱河を渡ってきたため、李遠はこれを迎撃した。葛進は馬を林間に繋ぎ、歩兵で接近戦を挑んだ。李遠は偽って退却し、ひそかに兵を分けて葛進の後方に出ると、繋いであった馬を解いて、再び戦った。葛進は引いたところ馬を失っており、大敗した。李遠は敵兵4000人を斬首し、馬1000頭を鹵獲した。燕王朱棣は李遠の勝利を労い、古代の名将も及ばないと絶賛した。李遠は淮水方面に斥候を派遣し、淮水を守る建文帝側の将士を撃破して、1000人あまりを斬首した。功を重ねて都督僉事となり、安平侯に封じられ、伯爵を世襲する権利を与えられた。1403年（永楽元年）、武安侯鄭亨とともに宣府を守備した。
1409年（永楽7年）、李遠は右参将として丘福に従って塞北に出征し、ヘルレン川にいたった。北元軍の偽装退却に乗じて攻勢をかけようとする丘福に深入りを諫め、奇兵を用いて破るよう進言したが、聞き入れられず、遠征軍はオルジェイ・テムルの軍に多重包囲された。李遠は500騎を率いて敵陣に突撃し、数百人を殺したが、馬が斃れて捕らえられた。敵を罵ってやまず、殺害された。享年は46。莒国公に追封された。諡は忠壮といった。

## 子女
李遠の子の李安は安平伯の爵位を嗣ぎ、1425年（洪熙元年）に交趾参将となった。紀律違反で事官に降格された。王通に従って交阯を放棄し北京に帰ると、獄に下されて鉄券を奪われ、赤城に流された。当地で武功を立てた。1425年（宣徳10年）、英宗が即位すると、李安は都督僉事として起用された。アダイ・ハーンとドルジ・ベクを討った。都督同知に転じ、総兵官とされ、松潘に駐屯した。1441年（正統6年）、定西伯蔣貴を補佐して麓川に遠征した。蔣貴の命を受けて潞江に軍を駐屯させ補給部隊を護衛した。蔣貴は自ら大軍を率いて進軍し、反乱を撃破した。李安は戦功がないことを恥じ、反乱軍の残党が高黎貢山に拠っていると聞いて、これを攻撃した。敗れて兵1000人あまりを失い、都指揮の趙斌らを死なせた。敗戦の罪を問われて獄に下され、独石に配流されて兵役につかされた。ほどなく死去した。李安の子の李清は都指揮同知となった。